# Vahine-mau-nia
Vahine-mau-nia är världssammanhållningens gudinna inom Tahitis mytologi, ansvarig för samhällsbalansen. 